# Everybody's Everything (альбом)
Everybody's Everything — перший альбом-компіляція американського репера та співака Lil Peep. Він вийшов 15 листопада 2019 року компанією AUTNMY на Columbia Records, рівно через 2 роки після смерті репера . Альбом вийшов одночасно з однойменним документальним фільмом про життя Густава.

## Історія
Альбом містить колекцію нових і старих треків. Із нових це : Liar, Aquafina, Ratchets, три пісні з Gab3 - Fangirl, LA to London, Rockstarz, а також, Text Me і Princess. Пісні Moving On, Belgium та When I Lie були взяті з мікстейпа Goth Angel Sinner. Keep My Coo це одна з найперших його пісень, яка вийшла наприкінці 2014-го. Пісня Walk Away as the Door Slams (acoustic) це акустична версія пісні Walk Away as the Door Slams з мініальбому Hellboy, яка вийшла у вересні 2016.
Прес-реліз описує альбом, як «любовно зібрану колекцію пісень із кар'єри Lil Peep».

## Трек-ліст
| #     | Назва                                                          | Producer(s)                | Тривалість |
| ----- | -------------------------------------------------------------- | -------------------------- | ---------- |
| 1.    | «Liar»                                                         | Fish Narc BigHead          | 2:52       |
| 2.    | «AQUAFINA» (разом з Rich The Kid)                              | BigHead                    | 3:02       |
| 3.    | «RATCHETS» (разом з Lil Tracy)                                 | Diplo 4B Caesar da Emperor | 3:12       |
| 4.    | «Fan Girl» (разом з Gab3)                                      | Fish Narc BetterOffDead    | 2:06       |
| 5.    | «LA to London» (разом з Gab3)                                  | Fish Narc BetterOffDead    | 3:18       |
| 6.    | «Rockstarz» (разом з Gab3)                                     | Fish Narc BetterOffDead    | 2:17       |
| 7.    | «Text me» (разом з Young Era)                                  | BagelBoiii Pharaoh Vice    | 2:25       |
| 8.    | «PRINCESS»                                                     | Jayyeah                    | 4:10       |
| 9.    | «Moving On»                                                    | Fish Narc                  | 3:23       |
| 10.   | «Belgium»                                                      | Fish Narc                  | 4:00       |
| 11.   | «When I Lie»                                                   | Fish Narc                  | 3:57       |
| 12.   | «I've Been Waiting (Original Version)» (разом з iLoveMakonnen) | Brenton Duvall             | 4:34       |
| 13.   | «live forever»                                                 | Brobak                     | 2:40       |
| 14.   | «ghost boy»                                                    | Rozz Dyliams               | 2:11       |
| 15.   | «Keep My Coo»                                                  | Big Los                    | 4:26       |
| 16.   | «white tee» (разом з Lil Tracy)                                | NEDARB                     | 2:12       |
| 17.   | «cobain» (разом з Lil Tracy)                                   | Smokeasac                  | 2:30       |
| 18.   | «witchblades» (разом з Lil Tracy)                              | Yung Cortex BigHead        | 2:29       |
| 19.   | «walk away as the door slams (acoustic)» (разом з Lil Tracy)   | IIVI                       | 1:58       |
| 52:58 |                                                                |                            |            |